# Guardia Javedan
La Guardia Javedan (persiano: Gârd e Jâvidân - guardia immortale) era parte della guardia imperiale dello scià dell'Iran durante la monarchia che ha preceduto la attuale repubblica islamica.

## Storia
La guardia imperiale nel suo complesso era una formazione completamente meccanizzata e dotata di un battaglione corazzato con carri britannici Chieftain ed un reparto di elicotteri da combattimento, forte nel 1978 di circa 8.000 uomini; era basata in un accampamento nel nord di Teheran. Le sue radici storiche affondano negli Immortali, la guardia personale dell'imperatore persiano.
L'unità venne coinvolta in combattimenti dopo la fuga in occidente di Mohammad Reza Pahlavi nel 1979, che durarono due giorni e si conclusero con la ritirata dei reparti nelle caserme. A causa della sua fedeltà allo scià, l'unità venne disciolta il 17 febbraio 1979 e alcune sottounità integrate nella 21ª divisione del nuovo esercito iraniano.